# АРИА Центар
АРИА Центар, раније познат као ББИ Центар, је тржни центар у центру Сарајева. То је један од највећих тржних центара у Босни и Херцеговини. Отворен је 6. априла 2009. АРИА Центар је изграђен на месту где је стајала Робна кућа Сарајка. Изградња је трајала између 2006. и 2009.
У подземљу се налази 469 паркинг места са видео надзором. Трг испред АРИА Центра је место сусрета. На Тргу се одржавају многе манифестације као што су уметнички перформанс, дечије играонице, радионице, концерти, матуре и спортска дешавања.
Међународни савет тржних центара доделио је АРИА центру ReStore награду. Ово признање Награде Европског тржног центра награђује и програмере и локалне власти за успешно партнерство које даје одржив резултат за локалну и регионалну заједницу. Награде Европског тржног центра су врхунске награде у европским малопродајним објектима.
У октобру 2022. године је преименован у АРИА Центар. 